# Рассел, Ризли, 2-й герцог Бедфорд
Сэр Ризли Рассел (англ. Sir Wriothesley Russell; 1 ноября 1680, Лондон, Англия, Великобритания — 26 мая 1711) — британский аристократ, 2-й герцог Бедфорд, 2-й маркиз Тависток, 6-й граф Бедфорд, 7-й барон Рассел и 2-й барон Хоуленд с 1700 года, кавалер ордена Подвязки. В 1683—1694 годах носил титул учтивости лорд Рассел, в 1695—1700 — маркиз Тависток. Занимал должность лорда-лейтенанта Кембриджшира, Бедфордшира и Миддлсекса в 1701—1711 годах.

## Биография
Ризли Рассел принадлежал к знатному и влиятельному роду. Он родился в 1680 году в семье лорда Уильяма Рассела, сына 5-го графа Бедфорда, и его жены Рэйчел Ризли. В 1683 году Уильям был казнён за государственную измену. С этого момента Ризли как наследник деда носил титул учтивости лорд Рассел, а в 1694 году, когда дед стал 1-м герцогом Бедфордом, — титул учтивости маркиз Тависток.
13 мая 1696 года маркиз поступил в Оксфордский колледж Магдалины. Приблизительно в 1698 году он начал строительство Большого мокрого дока Хауленда на Темзе, на землях в Ротерхите, доставшихся в приданое его жене. В 1700 году Рассел унаследовал титулы и владения деда и занял место в Палате лордов как 2-й герцог Бедфорд. Он занимал должности лорда-лейтенанта Кембриджшира, Бедфордшира и Мидлсекса с 1701 по 1711 годы, был джентльменом спальни короля Вильгельма III с 1701 по 1702 годы. Рассел был посвящен в кавалеры ордена Подвязки (14 марта 1702) и служил лордом верховным констеблем Англии на коронации королевы Анны.
Сэр Ризли умер от оспы 26 мая 1711 года, в возрасте 30 лет, и был похоронен 30 мая в Бедфордской часовне в церкви Святого Михаила в Ченисе, Бакингемшир.

## Семья
23 мая 1695 года Рассел женился на богатой наследнице Элизабет Хоуленд (около 1682 — 29 июля 1724), дочери Джона Хоуленда из Стретема и Элизабет Чайлд. Вскоре (13 июня 1695 года) его дед Уильям Рассел, 1-й герцог Бедфорд, получил титул барона Хоуленда из Стретема в связи с этим браком. У супругов было шестеро детей:
- Уильям (13 августа 1703 — декабрь 1703), маркиз Тависток[3];
- Уильям (1704 — май 1707), маркиз Тависток[3];
- Рейчел (около 1707 — 22 мая 1777), жена Скрупа Эгертона, 1-го герцога Бриджуотера, и сэра Ричарда Литтелтона[4];
- Ризли, (1 ноября 1708 — 26 мая 1732), 3-й герцог Бедфорд[3];
- Джон (30 сентября 1710 — 5 января 1771), 4-й герцог Бедфорд[3];
- Элизабет (1704 — 8 июня 1784), жена Уильяма Капеля, 3-го графа Эссекса[5].